# 333 South Wabash
Le 333 South Wabash, (anciennement CNA Center et Continental Center III, surnommé Big Red) est un gratte-ciel de style international situé au 333 South Wabash Avenue à Chicago (Illinois, États-Unis). Il mesure 183 mètres pour 44 étages et se compose essentiellement de bureaux.

## Description
Le bâtiment rectangulaire de style international est situé dans le secteur Loop du centre-ville de Chicago. Il est unique en son genre car il est peint en rouge vif, ce qui en fait l'un des bâtiments les plus facilement reconnaissables du panorama urbain de la ville. Il a été conçu par la firme de Graham, Anderson, Probst & White et a été achevé en 1972. Initialement connu sous le Continental Center III, sa couleur d'origine était gris. Le rouge fut adopté quelques années plus tard lors d'une rénovation en référence aux couchers de soleil rougeâtres sur le lac Michigan.

## Accident
En 1999, un fragment provenant d'une fenêtre de l'immeuble est tombé, tuant une femme et son enfant. Le CNA Financial, une compagnie d'assurance de biens, a plus tard payée 18 millions de dollars pour régler le litige qui en résultait. Toutes les fenêtres du bâtiment ont été remplacées, ce qui a conduit à une rénovation coûteuse. À ce jour, les entreprises locataires font vérifier la solidité des fenêtres tous les deux ans. Beaucoup de propriétaires d'immeubles à Chicago font la même chose, ce qui conduit à une vague régulière de réparations et de remplacements de fenêtres.

## Photos
|                                            |
| Illuminé pour Octobre rose en octobre 2005 |

|                  |
| En décembre 2005 |

|                        |
| Pour les Chicago Bears |

|                |
| Nouvel an 2007 |

|               |
| "Go Cubs Go". |